# Faileuba
Faileuba (en francés, Faileube; en latín, Faileuba) fue una reina franca de finales del siglo VI. Murió en 596.
Pudo haber sido hija de Leovigildo, rey de los visigodos. Se casó con el rey de Austrasia Childeberto II con quien tuvo tres hijos:
- Teodeberto II (585-612), rey de Austrasia.[2]
- Teoderico II (587-613), rey de Borgoña.[2]
- Tidilana (h. 590-h. 620).

Murió envenenada al mismo tiempo que su marido en 596. Sus dos hijos eran aún menores de edad, y la regencia le correspondió a su abuela la reina Brunegilda.